# Stefan Mair (Eishockeyspieler)
Stefan Mair (* 6. Juni 1967 in Bozen) ist ein ehemaliger italienischer Eishockeyspieler und derzeitiger -trainer. Er ist seit der Saison 2024/25 als Cheftrainer der U20-Elit	des HC Ambrì-Piotta tätig.

## Karriere

### Als Spieler
Als Stürmer begann Stefan Mair 1988 seine Eishockeykarriere beim HC Bozen aus der italienischen Serie A. Im Sommer 1989 wechselte er zum Ligakonkurrenten HC Devils Milano, wo er für zwei Jahre spielte. In den Jahren von 1991 bis 1995 stürmte der gebürtige Bozner für den AS Varese Hockey, bevor er 1995 zum HC Pustertal und noch im gleichen Jahr zum SV Ritten wechselte. Im Sommer 1996 kehrte er zum HC Pustertal zurück, für welchen er in Folge drei Jahre Serie A1 und Alpenliga spielte. Vor der Saison 1999/2000 wechselte er zu HC Meran Junior ebenfalls aus der ersten italienischen Liga. In der kommenden Saison unterschrieb er noch einen Vertrag beim WSV Sterzing Broncos, bevor er in darauf folgenden Jahr beim HC Eppan in der Serie A2 seine Karriere beendete.

### Als Trainer
In der Spielzeit 2007/08 trainierte Stefan Mair Trainer den italienischen Erstligisten SHC Fassa, ehe er im Sommer 2008 beim Ligakonkurrenten HC Pustertal ein dreijähriges Abkommen unterschrieb. Zuvor war er bereits von 2004 bis 2006 bei den HC Meran Juniors als Cheftrainer tätig gewesen. In seiner Amtszeit im Pustertal gelang ihm eine kontinuierliche Steigerung. Während er die Saison 2008/09 (Co-Trainer Mike Ellis) auf dem vierten und die Saison 2009/10 (Assistenztrainer Teppo Kivelä) auf dem dritten Tabellenplatz beendete, wurde er in der Saison 2010/11 Vizemeister (wiederum mit Teppo Kivelä an seiner Seite). Nach drei erfolgreichen Jahren in Bruneck (unter anderem erster Titelgewinn für den HC Pustertal beim Italienpokal 2010/11) wurde sein Vertrag nicht verlängert. Er wechselte daraufhin zum SG Cortina. Nach einem Jahr in Cortina, wo er mit der Mannschaft den Italienpokal 2011/12 gewann und bis ins Halbfinale kam, wagte er im Sommer 2012 erstmals den Sprung ins Ausland. Er einigte sich mit den SERC Wild Wings aus der 2. Eishockey-Bundesliga und führte die Mannschaft ins Finale der Playoffs. Mit der Rückkehr der Wild Wings in die Deutsche Eishockey Liga gab Mair sein Debüt als DEL-Trainer. Im November 2014 wurde er nach acht Niederlagen in Folge entlassen.
Ab 2015 war er Cheftrainer der italienischen Nationalmannschaft und schaffte mit dieser 2016 den Wiederaufstieg in die Top-Division. Im Juli 2016 übernahm er das Amt des Cheftrainers beim Schweizer Zweitligisten HC Thurgau.
Im April 2022 gab der HC Pustertal die Verpflichtung von Stefan Mair bekannt, der einen langfristigen Vertrag erhielt. Am 19. Oktober 2022 wurde Mair jedoch in Bruneck entlassen. Im Januar 2024 wurde er zum Cheftrainer des EHC Kloten aus der Schweizer National League ernannt und mit einem Vertrag bis zum Saisonende 2023/24 ausgestattet. Zur folgenden Saison 2024/25 wurde er zum Cheftrainer der U20-Elit des HC Ambrì-Piotta ernannt.

## Erfolge und Auszeichnungen
- 2011 Gewinn der Coppa Italia mit dem HC Pustertal (als Cheftrainer)
- 2011 Vizemeister der Serie A1 mit dem HC Pustertal (als Cheftrainer)
- 2012 Gewinn der Coppa Italia mit dem SG Cortina (als Cheftrainer)